# Правило стерильной кабины
Правило стерильной кабины (англ. sterile cockpit rule) — неформальное наименование для одного из эксплуатационных правил, согласно которому держатель сертификата эксплуатанта воздушных судов не вправе требовать от экипажа, а никто из членов экипажа не вправе выполнять на критических этапах полёта каких-либо обязанностей, кроме необходимых для безопасного полёта воздушного судна. Члены экипажа не должны отвлекаться от основной работы на таких этапах полёта (преимущественно на высотах менее 3000 метров (10 000 футов)), как взлёт, заход на посадку и посадка и т. п.
Правило было принято в 1981 году Федеральным управлением гражданской авиации США, когда анализ серии авиационных происшествий показал, что виновниками оказывались экипажи, которые на критических этапах отвлекались от пилотирования. Одним из наиболее ярких случаев, приведших к внедрению данного правила, является катастрофа Douglas DC-9 компании Eastern Air Lines, произошедшая 11 сентября 1974 года в Северной Каролине, когда при заходе на посадку в Шарлотте экипаж, отвлекаясь на болтовню, перестал следить за высотой и спохватился буквально за считанные секунды до того, как продолжавшая снижаться машина врезалась в деревья. Всего в той катастрофе погибли 72 человека.

## Историческая справка
На заре авиации самолёты были оборудованы поршневыми двигателями, которые находились в передней части и производили много шума, тем самым затрудняя общение пилотов между собой. К тому же, из-за отсутствия автопилота лётчики были вынуждены выполнять полёты «на руках», а значит, на протяжении всего лётного времени быть собранными. Однако постепенно развитие технологий привело к тому, что уже в 1960-х годах авиалайнеры стали оборудоваться всё более совершенными автопилотами, а кабины стали более комфортабельными. Наличие питания и различной прессы на борту также повышало комфорт пилотов. К тому же, благодаря появлению речевых самописцев была выявлена новая опасность — лётчиков стало достаточно легко отвлечь от пилотирования. Количество человек в лётном экипаже сократилось до трёх, а то и до двух, что позволяло снизить эксплуатационные расходы (за счёт экономии на заработной плате), но в свою очередь это привело к увеличению информационной нагрузки на оставшихся. В этой ситуации достаточно легко было упустить из виду какой-нибудь важный параметр, как, например, высоту полёта, особенно если при этом отвлекаться на беседу с другими членами экипажа, включая бортпроводников.

## Правила
К критическим этапам полёта относятся:
- руление перед вылетом на собственной тяге, либо после посадки вплоть до остановки двигателей;
- взлёт, посадка, заход на посадку и уход на второй круг;
- набор высоты до прохождения отметки 3000 метров (10 000 футов) над уровнем земли, либо снижение ниже данной высоты;
- любое другое время полёта, объявленное лётным экипажем (аварийная ситуация, сигнал тревоги и так далее).

Принцип «стерильной кабины» определяет следующие моменты на критических этапах полёта:
- дверь в кабину экипажа должна быть закрыта и заперта;
- все члены лётного экипажа должны находиться на своих местах;
- рабочие кресла должны быть приведены в «полётное» положение, при этом отодвигать и откидывать спинки кресел не допускается;
- радиосвязь осуществляется с помощью микрофонов авиагарнитур;
- члены лётного экипажа выполняют только те обязанности, которые связаны с непосредственным управлением воздушным судном;
- члены кабинного экипажа (бортпроводники) могут обращаться к лётному экипажу только в аварийных ситуациях, либо в случаях крайней необходимости для обеспечения безопасности полета.

Также на критических этапах полёта не допускается:
- пересаживание членов увеличенного лётного экипажа;
- покидание членами лётного экипажа своих рабочих мест;
- обсуждение не имеющих отношения к данному полёту вопросов;
- использование нестандартной терминологии и лексики;
- ведение радиообмена, не связанного с выполнением полёта;
- объявления пассажирам в целях рекламы авиакомпании;
- заполнение полётных документов;
- приём пищи членами экипажа;
- осуществление других действий, не связанных с выполнением полёта.

### Взаимодействие пилотов и бортпроводников
Правило «стерильной кабины» запрещает бортпроводникам отвлекать лётный экипаж на критических этапах полёта от пилотирования, за исключением ситуаций, которые угрожают безопасности полёта. Однако бортпроводникам сложно определить, на какой высоте находится самолёт, поэтому в некоторых авиакомпаниях устанавливается временной интервал после взлёта и перед посадкой, когда бортпроводникам запрещено заходить в кабину. Помимо этого, определение «аварийной ситуации» довольно размыто, из-за чего бортпроводники могут не понять, когда действительно стоит сообщать пилотам о нештатной ситуации. Первой эту проблему разрешили в авиакомпании Japan Airlines (JAL), где в 1987 году в инструкцию для кабинного экипажа внесли изменения, согласно которым стюарды во время взлёта или посадки должны сразу сообщать лётному экипажу о следующих ситуациях:
- любые признаки пожара;
- задымление салона;
- любое отклонение в поведении самолёта во время взлёта или посадки;
- наличие любого постороннего шума или вибрации;
- наблюдение утечки топлива или других жидкостей.

## В культуре
- В аргентинском фильме «Виски Ромео Зулу» второй пилот во время полёта на эшелоне приглашает в кабину пассажирку, но после появления сигнала о неисправности командир экипажа сразу отправляет даму обратно в салон (47-я минута). В конце фильма (92-я минута) лётный экипаж, отвлекаясь на сторонние темы, не полностью выполняет контрольную карту перед взлётом, что приводит к катастрофе.

### Примеры происшествий
- Катастрофа Ан-2 в Лановцах 17 октября 1978 года[5]
- Катастрофа Boeing 707 на Санта-Марии
- Катастрофа Boeing 727 в Далласе
- Катастрофа Boeing 737 в Буэнос-Айресе
- Катастрофа CRJ-100 в Лексингтоне
- Катастрофа MD-81 на Корсике
- Катастрофа SSJ 100 на Салаке[6]
- Катастрофа Ту-154 в Смоленске